# Sierra de Albarracín
Sierra de Albarracín är en bergskedja i Spanien.   Den ligger i provinsen Provincia de Teruel och regionen Aragonien, i den centrala delen av landet, 190 km öster om huvudstaden Madrid. Arean är 1 414 kvadratkilometer.